# (58607) Wenzel
(58607) Wenzel est un astéroïde de la ceinture principale.

## Description
(58607) Wenzel est un astéroïde de la ceinture principale. Il fut découvert le 19 octobre 1997 à l'Observatoire Kleť par Jana Tichá et Miloš Tichý. Il présente une orbite caractérisée par un demi-grand axe de 2,26 UA, une excentricité de 0,09 et une inclinaison de 6,5° par rapport à l'écliptique.

## Compléments